# Ana Cardoso
Ana Cardoso (Lamego, 1830 — Lisboa, 12 de outubro de 1878) foi uma atriz portuguesa do século XIX.

## Biografia
Pouco se sabe sobre as origens da atriz Ana Cardoso, apenas que nasceu na cidade de Lamego, por volta de 1830. Devido ao facto de a atriz nunca ter casado e, no seu assento de óbito, não constar nem a freguesia de nascimento, nem o nome de seus pais, é impossível investigar o seu passado. Certo é, que ainda jovem, veio residir para Lisboa.

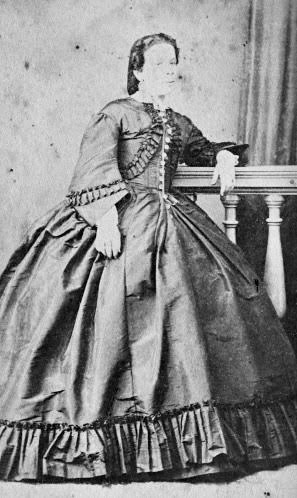
Retrato fotográfico de Ana Cardoso (Biblioteca-Arquivo do Teatro Nacional D. Maria II, década de 1860).

Discípula de Emílio Doux, estreou-se no Teatro D. Fernando em 1850, na ópera cómica A Batalha de Montereau e apareceu depois, brilhantemente no mesmo teatro, fazendo a "Emparedada" na peça O Rei e o Eremita, de José Maria Brás Martins, onde colheu muitos aplausos. Passou para o Teatro Gymnasio, onde esteve mais de vinte anos, fazendo distintamente um grande repertório de dramas, comédias e farsas, sobressaindo em Tia Marta, São Gonçalo de Amarante, Gaiato de Lisboa, Dente da Baroneza, Fidalguinho (representada em seu benefício a 22 de dezembro de 1870 no Teatro Gymnasio e depois no Teatro do Palácio de Cristal do Porto e no Teatro Imperial São Pedro do Rio de Janeiro), Tia Ana de Viana, Os sapatinhos do baile, Nem César nem João Fernandes, etc., onde representou personagens do imaginário português, passando por outros teatros como o Teatro da Rua dos Condes. Foi depois ao Brasil, onde muito agradou e permaneceu quatro anos, regressando a Portugal, para entrar no Teatro Nacional D. Maria II, onde ainda se tornou distinta nos dramas Morgadinha dos Canaviais, Loucura ou Santidade, Visconde de Letorières, etc. Contracenou com outros grandes nomes do Teatro Português da época, como o Actor Taborda, Actor Vale, Actor Simões, Actor Isidoro, Actriz Virgínia, Augusto Rosa, César de Lima, Delfina do Espírito Santo, Emília Adelaide, Emília Cândida, Emília das Neves, Emília Letroublon, Eduardo Brazão, Florinda de Macedo, João Anastácio Rosa, José Carlos dos Santos, Manuela Rey, entre outros.
Da sua última peça, Oração dos náufragos, ocorrida em 1877, Augusto Rosa conta um caricato episódio na sua obra Recordações da cena e fora da cena, no qual ele, Brazão, Virgínia e Ana Cardoso, causaram gargalhada geral no teatro.

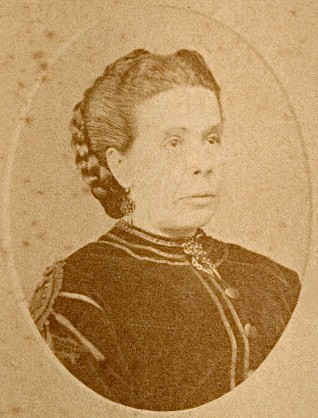
Retrato fotográfico de Ana Cardoso (Biblioteca-Arquivo do Teatro Nacional D. Maria II, J. Loureiro, década de 1870).

Era considerada uma mulher muito feia, facto que, infelizmente, no início da sua carreira lhe trouxe descrédito, como se verifica neste pequeno excerto datado de 1850 da Revista Popular: Semanario de Litteratura, Sciencia, e Industria: "A sr.ª Anna Cardoso é uma actriz detestavel, pela physionomia, pela voz, e pelas maneiras que adoptou.", que revelam uma depreciação dos seus talentos, devido à sua aparência. No entanto, estabelecida a sua carreira, os seus talentos indubitáveis são considerados na crítica, como se verifica no Museu Illustrado: "Anna Cardoso é uma actriz consciente, de muito merito e que poderia talvez disputar a primazia a Delfina, se a natureza a dotasse com uma voz que se amoldasse aos papeis a que pode com vantagem attingir. (...) Muitas comedias poderiamos citar em que Anna Cardoso se distingue e affirma a nossa assecção (...) Contudo lembraremos uma e em verso, que nos fez maior impressão: - Nem Cesar nem João Fernandes, onde ella exhibe o typo d'uma mulher fôfa, ignorante, attrahida só pelas modas; querendo saber tudo com seu irmão que, arraigado aos costumes quinhentistas, lhe censura o seu proceder; em fim, uma viva e severa critica ao geral das damas do grande tom, é o que Anna Cardoso realça com um talento e maestria que lhe é natural."
Ana Cardoso faleceu às 3 horas da madrugada de 12 de outubro de 1878, aos 48 anos, na sua residência, o quarto andar do número 29 da Travessa do Corpo Santo, freguesia dos Mártires, próximo ao Cais do Sodré, na Baixa de Lisboa, sendo sepultada no Jazigo dos Artistas Dramáticos, no Cemitério dos Prazeres.

A 1 de novembro de 1878, o periódico O Occidente presta-lhe homenagem com a publicação do seguinte artigo, redigido por Alberto Gama: "O Occidente presta ainda hoje uma homenagem à arte nacional, dando nas suas paginas, como singela commemoração, o retrato de Anna Cardozo, a notavel actriz que a morte acaba de roubar às modestas glorias da scena portugueza, e certamente uma das figuras mais originaes e de mais relevo do nosso theatro. Raro será o leitor do Occidente que uma vez não visse e não applaudisse a talentosa interprete de tantos papeis representados nos ultimos 30 annos nos principaes theatros de Portugal e do Brazil. Mas o leitor avistou apenas a actriz sob os atavios do drama ou da comedia, transfigurada pela alvaiade ou pelo carmim no phantastico ambiente da scena: deve por isso estimar que hoje lhe apresentemos simplesmente a mulher. Ahi a tem pois, sem nenhum dos attractivos que só por si constituem meia gloria da actriz; uma phisionomia rebelde, sem nenhuma d'essas condições exteriores que se impõe à sympathia das multidões, parecendo unicamente fadada para conquistar o seu logar na scena, pela força do trabalho e pelas radiações interiores do talento. (...) O ecco das palmas que a festejavam nas suas noites de triumphos e de glorias irá esmorecendo a pouco e pouco: pois que as rosas que engrinaldam as frontes dos predestinados da scena, pouco mais vivem do que uma noite. O seu retrato ficando porém archivado nas paginas do Occidente é um testemunho de que os obreiros da arte nacional não devem ter por epitaphio unico a indifferença e o esquecimento publico."